# アドルフォ・リベラ
アドルフォ・リベラ（Adolfo Rivera, 1982年5月22日 - ）はパナマ共和国出身の元野球選手(外野手)。右投右打。

## 経歴
2005年9月の第36回IBAFワールドカップのパナマ代表に選出された。同大会で銅メダルを獲得した。
2006年3月に第1回WBCのパナマ代表に選出された。

## 詳細情報

### 代表歴
- 2005 IBAFワールドカップ パナマ代表
- 2006 ワールド・ベースボール・クラシック・パナマ代表